# Mimosa aparadensis
Mimosa aparadensis är en ärtväxtart som beskrevs av Arturo Erhardo Erardo Burkart. Mimosa aparadensis ingår i släktet mimosor, och familjen ärtväxter. Inga underarter finns listade i Catalogue of Life.